# اینا چوریکوفا
اینا میخائیلوفنا چوریکوفا (روسی: И́нна Миха́йловна Чу́рикова؛ زادهٔ ۵ اکتبر ۱۹۴۳) یک هنرپیشه و بازیگر تئاتر اهل روسیه است.

## گزیده فیلمشناسی
- انتقام‌جویان ناپیدا (۱۹۶۷)
- جک فراست (۱۹۶۴)
- سی و سه (۱۹۶۵)
- تم (۱۹۷۹)
- واسا (فیلم) (۱۹۸۳)
- مادر (۱۹۹۰)
- دنده آدام (۱۹۹۰)
- ابله (مجموعه تلویزیونی) (۲۰۰۳)

## جوایز
وی برنده جوایزی همچون خرس نقره‌ای برای بهترین بازیگر زن و جایزه هنرمند مردمی اتحاد جماهیر شوروی شده‌است.